# Chris Rogers
Christopher John Llewellyn Rogers, dit Chris Rogers, est un joueur de cricket international australien né le 31 août 1977 à Sydney en Nouvelle-Galles du Sud. Batteur spécialiste du poste d'ouvreur, il dispute son premier test-match avec l'équipe d'Australie en 2008, une sélection qui reste unique jusqu'à son rappel en 2013 pour disputer les Ashes.